# Shahabuddin Ahmed
Pour les articles homonymes, voir Ahmed.
Shahabuddin Ahmed (en bengali : শাহাবুদ্দিন আহমেদ ; né le 1er février 1930 et mort le 19 mars 2022) est un ancien président du Bangladesh. Président de la cour suprême, il accède au pouvoir une première fois après un soulèvement populaire contre le président Hossain Mohammad Ershad en 1990. Il redevient président de la cour suprême après le retour de la démocratie, en octobre 1991. Il est à nouveau président du pays entre 1996 et 2001.

## Biographie
Il étudie à l'université de Dacca et devient membre de la Ligue Awami. Au moment de la démission du président Hossain Mohammad Ershad, le 6 décembre 1990, il est nommé par l'ensemble des partis président par intérim, à la tête d'un gouvernement provisoire chargé de préparer les élections législatives. Il fait aussitôt arrêter son prédécesseur, action qui est par la suite déclarée illégale.
En tant que président, il nomme son successeur à la Cour suprême, Mohammed Nizamul Huq Nassim.
Les élections législatives ont lieu le 27 février 1991 et S. Ahmed quitte la présidence en octobre, tandis que le pays passe d'un régime présidentiel à un régime parlementaire. Le 1er février 1995, il prend sa retraite de président de la cour suprême.
Le 23 juillet 1996, il est choisi comme président, poste devenu purement honorifique qu'il occupe cinq ans, du 9 octobre 1996 au 14 novembre 2001. Depuis cette date il s'est retiré de la vie politique.